# Mērsrags
Mērsrags (deutsch: Markgrafen) ist ein Ort im Westen Lettlands, an der Küste der Bucht von Riga gelegen.

## Ortslage
Mērsrags liegt einem markanten Felsvorsprung an der ansonsten als Ausgleichsküste verlaufenden Küste des Rigaischer Meerbusens. Davon ist der Name Mērsrags (lettisch: rags = „Horn, Kap“) abgeleitet.
In Mērsrags mündet der 1842 gegrabene Mērsrags-Kanal, der Abfluss des Engure-Sees, ins Meer. Das Umland von Mērsrags gehört zum Naturpark Engure-See, dessen Ufer ein wichtiges Brutgebiet seltener Vogelarten sind.

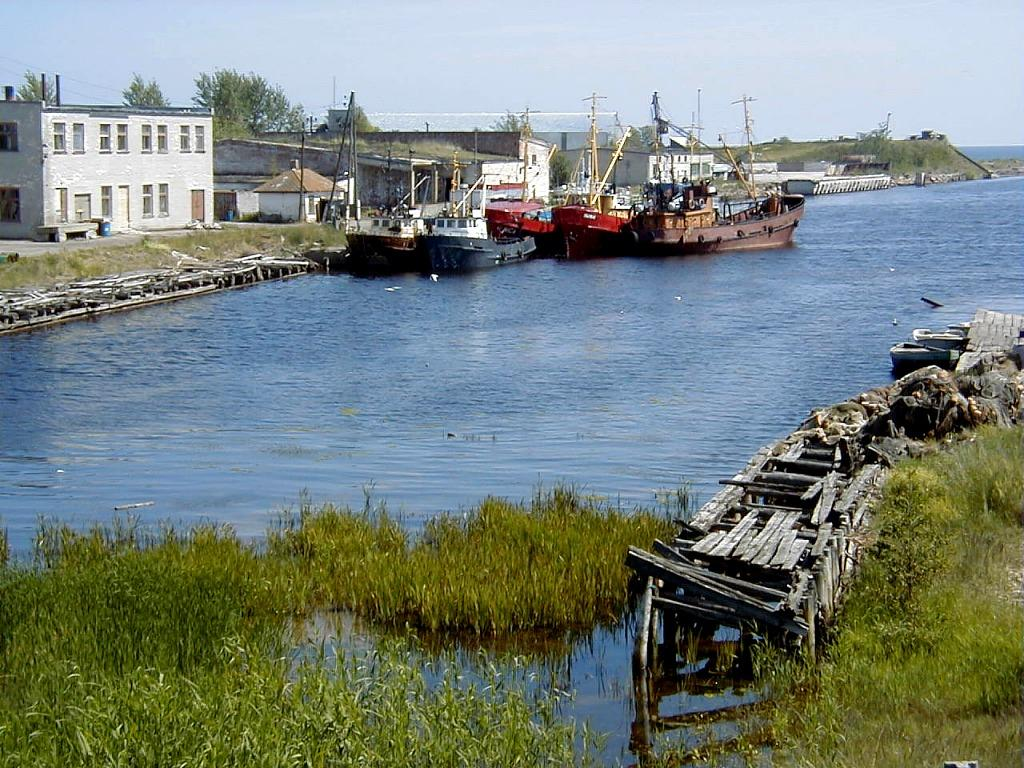
Hafen von Mērsrags

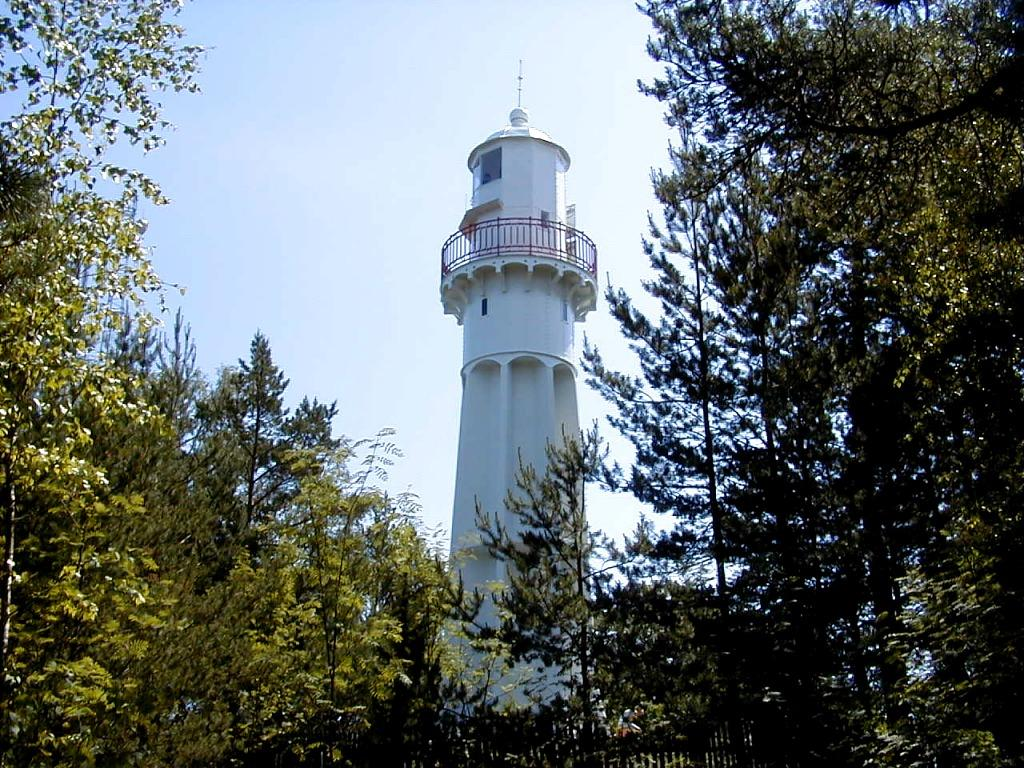
Leuchtturm Mērsrags

## Geschichte
Mērsrags wird im 15. Jahrhundert (1469 und 1495) erstmals urkundlich erwähnt. Das Dorf entwickelte sich zu einem Fischerdorf. Im Jahre 1700 wurde die Kirche erbaut. Eine größere, holzgebaute Kirche wurde 1809 geweiht.
Seit dem 19. Jahrhundert wurde der Hafen von Mērsrags unter anderem für den Holzexport genutzt. 1875 wurde ein Leuchtturm (Mērsraga bāka) in Betrieb genommen, dessen Leuchtfeueroptik in Frankreich gefertigt worden war. Er wurde im Ersten Weltkrieg zerstört und 1922 in der jetzigen Form neu erbaut.
Im 20. Jahrhundert entstand in Mērsrags eine fischverarbeitende Industrie. Küstennahe Fischerei wird von Mērsrags aus bis heute betrieben.
Ab 2008 bildeten die Gemeinden Mērsrags und Roja eine gemeinsame Verwaltungseinheit, bevor der Gemeinderat 2010 beschloss, einen eigenen novads, den Bezirk Mērsrags, zu bilden, der 2021 im Bezirk Talsi aufging.